# Werner Hartenstein
Werner Hartenstein (ur. 27 lutego 1908 w Plauen, zm. 8 marca 1943) – niemiecki dowódca okrętów podwodnych Kriegsmarine w czasie II wojny światowej.
Wstąpił do służby w marynarce w roku 1928 służąc początkowo na torpedowcach, a 4 września 1941 roku objął dowództwo okrętu podwodnego U-156 typu IXC. Pod dowództwem Hartensteina U-Boot zatopił 19 jednostek o łącznej pojemności 97 489 BRT, w tym brytyjski transportowiec wojska RMS „Laconia”. 17 września 1942 roku został odznaczony Krzyżem Rycerskim, jako 125. w Kriegsmarine i 63. w U-Bootwaffe.
Wydane przez niego rozkazy ratowania rozbitków z „Laconii” i podjęte w tym celu działania, wywołały serię zdarzeń określanych jako „incydent Laconii”, skutkowały także wydaniem przez admirała Karla Dönitza rozkazu znanego pod nazwą Laconia-Befehl. Zginął 8 marca 1943 roku na wodach na wschód od Barbadosu, wraz ze swoim okrętem i załogą, zbombardowany przez amerykańską Catalinę.

## Kariera

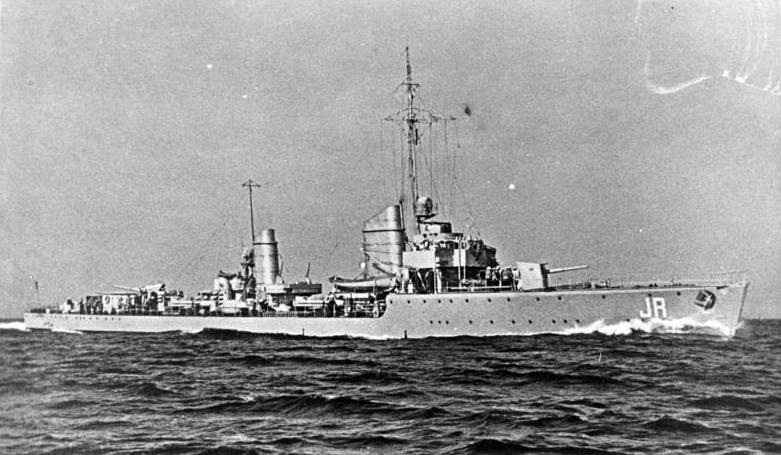
Torpedowiec „Jaguar” w 1934 roku

Urodzony 27 lutego 1908 roku w Plauen w powiecie Vogtland Werner Hartenstein, wstąpił do służby wojskowej w Reichsmarine w 1928 roku. Awans do stopnia oberleutnant zur See otrzymał 1 września 1934 roku, trzy lata później zaś, 1 czerwca 1937 roku został promowany do stopnia kapitänleutnanta. Swoje pierwsze dowództwo sprawował od listopada 1938 roku do października roku 1939 na torpedowcu „Seeadler” typu 1923, po czym w tym samym miesiącu objął komendę na torpedowcu „Jaguar”, sprawowaną do marca 1941 roku. W międzyczasie nie obejmując formalnego dowództwa, do maja 1940 roku kierował 6. Flotyllą Torpedowców. W okresie od marca do czerwca 1941 roku przechodził szkolenie w zakresie pływania podwodnego, a w lipcu i sierpniu 1941 roku odbył kurs torpedowy dla dowódców okrętów podwodnych w 24. Flotylli U-Bootów. W sierpniu i wrześniu 1941 roku przeszedł szkolenie z zakresu konstrukcji U-Bootów (Baubelehrung) w Północnej Szkole U-Bootów (KLA), zakończone 4 września 1941 roku objęciem dowództwa nad U-156. 1 czerwca 1942 roku otrzymał awans do stopnia korvettenkapitäna.

### U-156

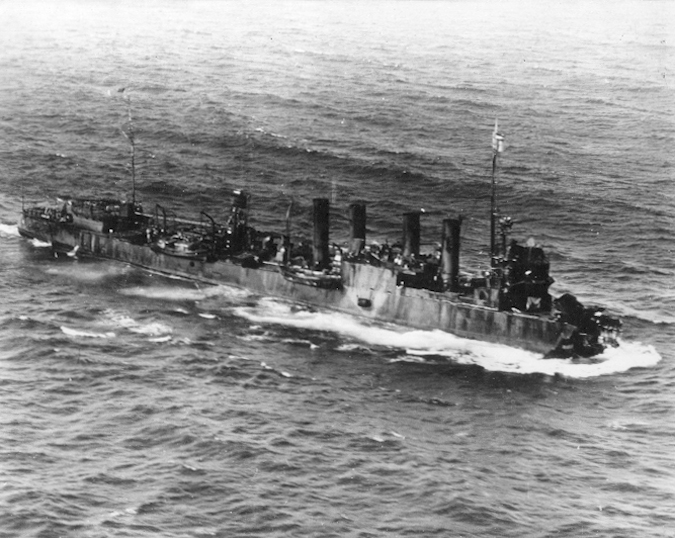
USS „Blakeley” uszkodzony przez U-156

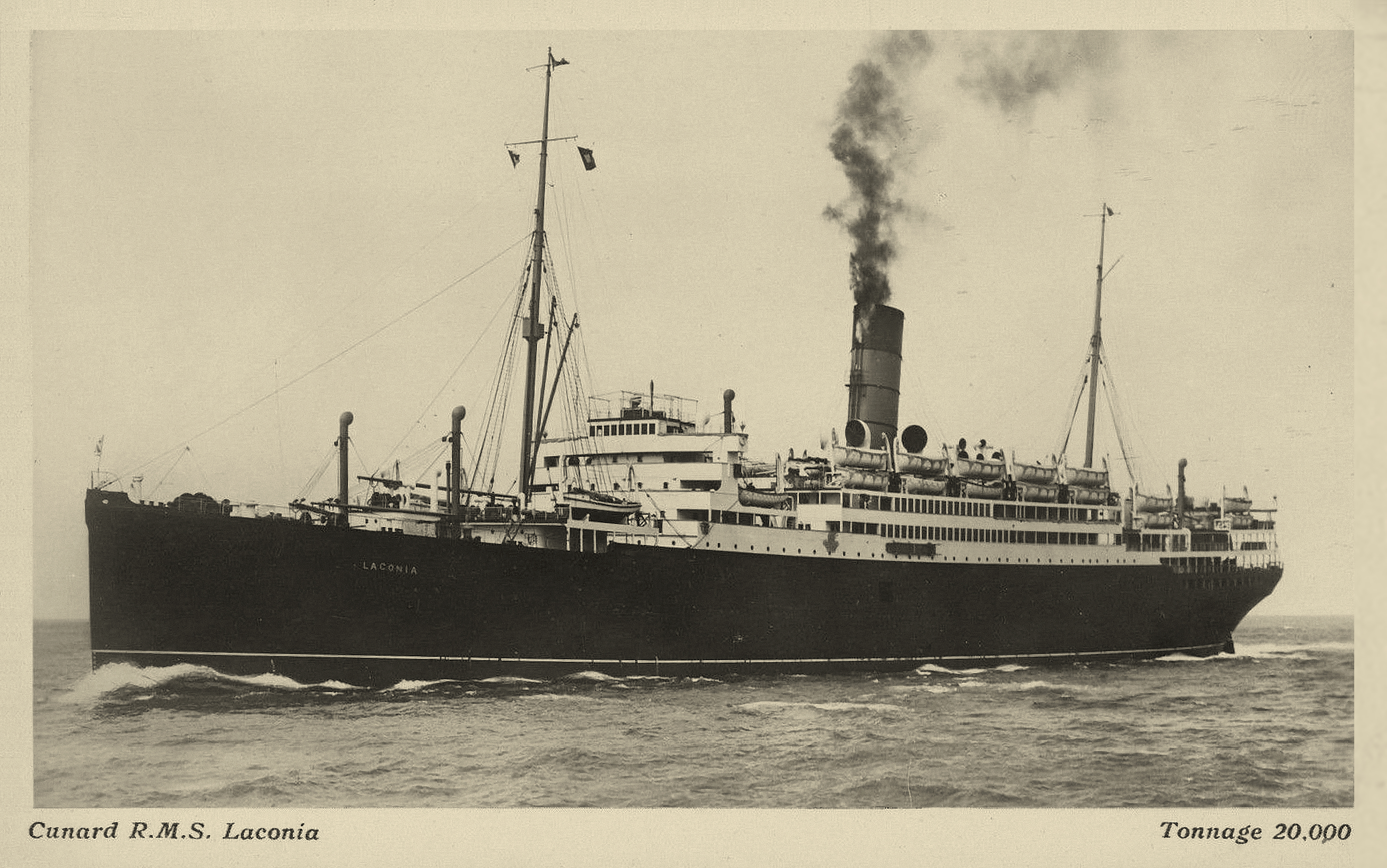
RMS „Laconia”

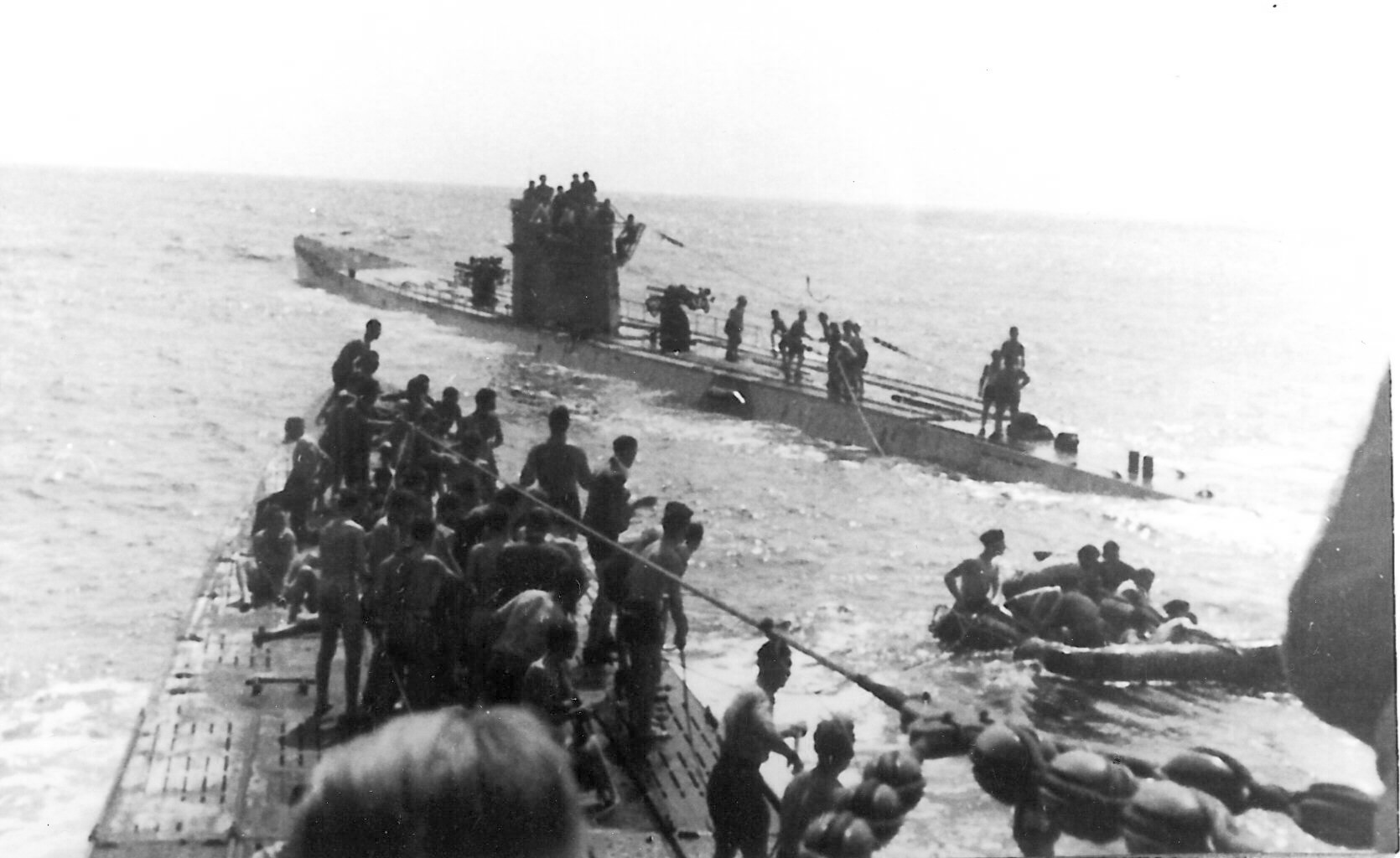
Okręt Hartensteina (na pierwszym planie), podczas akcji ratunkowej rozbitków z „Laconii”

Dowodząc okrętem podwodnym U-156 odbył pięć patroli bojowych spędzając w morzu 294 dni i zatapiając 19 jednostek przeciwnika o łącznej pojemności 97 489 ton oraz uszkadzając cztery kolejne o łącznej pojemności 20 001 ton, w tym amerykański niszczyciel USS „Blakeley” (DD–150) typu Wickes.
Jedną ze zniszczonych jednostek była zatopiona 12 września 1942 roku RMS „Laconia”, uzbrojony brytyjski transportowiec przewożący pod pokładem 1793 włoskich jeńców, ale także 463 marynarzy i oficerów, 286 podróżujących żołnierzy, 80 cywilów (głównie kobiety i dzieci) oraz 103 polskich żołnierzy pełniących służbę wartowniczą. Wydane przez Wernera Hartensteina rozkazy ratowania rozbitków z „Laconii” i podjęte w tym celu działania, wywołały serię zdarzeń określanych jako „Incydent Laconii” (ang. Laconia affair), skutkowały także wydaniem – 17 września 1942 roku – przez admirała Karla Dönitza rozkazu znanego pod nazwą Laconia-Befehl (ang. Laconia Order), zakazującego załogom niemieckich okrętów podwodnych ratowania rozbitków. Rozkaz ten stał się podstawą oskarżenia Dönitza przed Trybunałem Norymberskim, w efekcie jednak przeprowadzonej rozprawy, obronie Dönitza udało się przekonać sędziów trybunału, że niemieccy dowódcy z narażeniem własnego życia i wielkim ryzykiem dla własnych załóg ratowali rozbitków, a w świetle przebiegu incydentu „Laconii”, taki rozkaz był w pełni usprawiedliwiony.

### Śmierć
8 marca 1943 roku radionamiernik Huff Duff namierzył pozycję dowodzonego przez Hartensteina U-156, który komunikował się z Dönitzem, po czym Catalina z bazującej na Trynidadzie 53. Eskadry marynarki odnalazła U-boota za pomocą radaru około 270 mil na wschód od Barbadosu, obrzucając go następnie czterema bombami, które przełamały okręt na trzy części. Werner Hartenstein zginął wówczas wraz ze swoją załogą i okrętem.
17 września 1942 roku kkpt. Hartenstein został odznaczony Krzyżem Rycerskim, jako 125. w Kriegsmarine i 63. w U-Bootwaffe.